# Гучан-Кале
Гучан-Кале — (чеч. Гучан-Кхелли — «Видимое поселение») сторожевая боевая башня в Итум-Калинском районе, Чеченской Республики. По правую сторону реки Чанты-Аргун, в 2 км к востоку от поселения Башин-Кали, в поселении Гучум-Кали находится сторожевая башня..

## Описание
Располагается на склоне горы Цек-Корт у правого, возвышенного берега речки Гучан-Эрк (чеч. Гучан-Ахк). Башня стоит на скалистом, труднодоступном выступе, в 4—5 метрах от края обрыва высотой около 200 метров. Башня четырёхугольная, кверху сужается. Углами направлена по сторонам света. Каждая из стен башни обладает своими архитектурными особенностями. Юго-западная стена (фасад) направлена к обрыву.
Высота башни — более 17 метров. Толщина стен — до 1 метра и более. Башня возвышалась на четыре этажа, но этажные балки и крыша не сохранились. По углам строения видно по 13 треугольных каменных перемычек (угловых камней), предназначавшихся для более крепкой спайки стен. Возведена постройка из тщательно собранных камней различных размеров и формы, но так, что их стыки не сходятся. По углам среди кладки видны большие каменные блоки из слегка отшлифованных речных валунов. При сооружении использован известковый раствор. Кладка основания и стен одинакова. Северо-восточная стена между бойницами имеет маленький участок декоративно-узорчатой кладки в виде звена Т-образных знаков, которые, возможно, являлись оригинальными тамгами. Они есть и на легко обозримых стенах (на северо-восточной, направленной к склону горы, знака нет).
По информации сайта openkavkaz.com, башня была цела до недавнего времени, однако на 2021 год от неё осталось лишь основание.